# Bohdan Yadov
Bohdan Yadov (en ucraniano: Богдан Ядов; 27 de noviembre de 1996) es un deportista ucraniano que compite en judo. Ganó dos medallas en el Campeonato Europeo de Judo, en los años 2022 y 2023, en la categoría de –66 kg.

## Palmarés internacional
| Campeonato Europeo | Campeonato Europeo    | Campeonato Europeo | Campeonato Europeo |
| Año                | Lugar                 | Medalla            | Categoría          |
| ------------------ | --------------------- | ------------------ | ------------------ |
| 2022               | Sofía (Bulgaria)      | Medalla de oro     | –66 kg             |
| 2023               | Montpellier (Francia) | Medalla de bronce  | –66 kg             |